# San Juan Evangelista Ante Portam Latinam

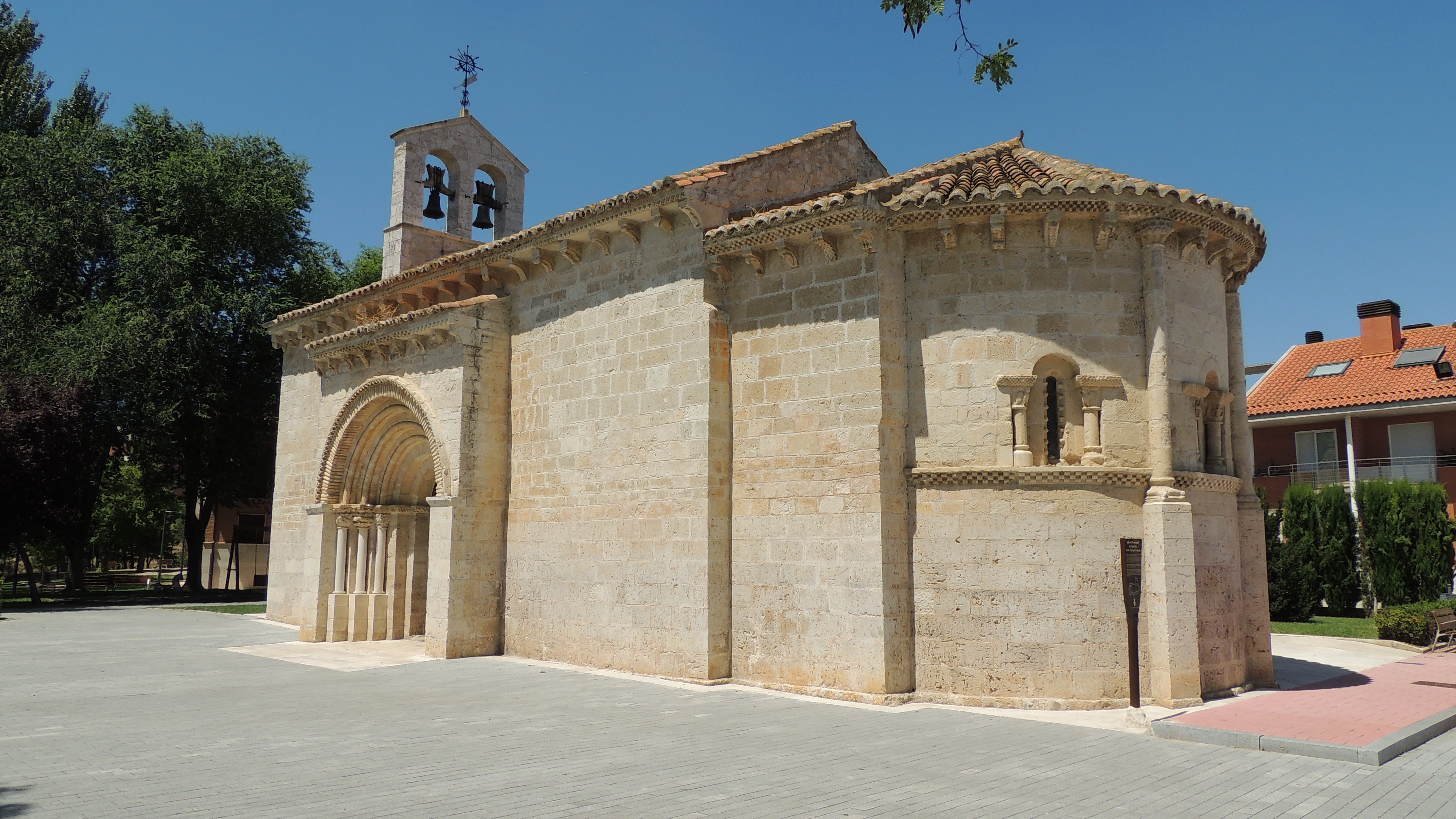
Kirche San Juan Evangelista Ante Portam Latinam

San Juan Evangelista Ante Portam Latinam (deutsch: St. Johannes vor dem Lateinischen Tor) ist eine römisch-katholische Kirche in Arroyo de la Encomienda in der Provinz der autonomen spanischen Region Kastilien-León.

## Geschichte
Die Kirche wurde im 12. Jahrhundert durch den Johanniterorden im Stil der Romanik errichtet. Der Orden konnte sich in der Region durch die Förderung der Königin Urraca etablieren. Das Gotteshaus entstand als einschiffige Saalkirche mit kurzem Chorjoch, dem sich im Osten eine Halbkreisapsis anschließt. In der Südfassade besitzt die Kirche ein repräsentatives Portal mit reicher Bauplastik. Auch die Apsis ist aufwendig gestaltet. Im 19. Jahrhundert erfolgte eine grundlegende Restaurierung.